# Mòfǎ
Mòfǎ (末法, kanji: Mappō, sanscrito: saddharma-vipralopa (qui inteso come "scomparsa del vero Dharma", in tibetano: dam pa'i chos rab tu rnam par 'jig pa) è un termine buddista cinese che indica gli ultimi giorni della Legge di Shakyamuni secondo alcune dottrine che dividono la diffusione del Dharma in «tre epoche e cinque periodi di cinquecento anni del Dharma» (三時, pinyin: sānshí, giapponese: sanji, sanscrito: trikāla).
- Epoca del vero Dharma (正法, pinyin: zhèngfǎ, kanji: Shōhō, sanscrito: sad-dharma): quando sono presenti gli insegnamenti del Buddha Shakyamuni, che vengono messi in pratica consentendo di realizzare l'"illuminazione", una prima era di due periodi che durano due volte cinquecento anni.
  - età o periodo dell'illuminazione (解脱堅固, pinyin: jiětuō jiāngù ; giapponese: gedatsu kengo)
  - età o periodo d’elle meditazione (禅定堅固, pinyin: chándìng jiāngù ; giapponese: zenjō kengo)
- Epoca del Dharma contraffatto (像法, pinyin: xiàngfǎ, kanji: Zōhō, sanscrito: saddharma-pratikṣepa): quando gli insegnamenti del Bouddha Shakyamuni sono presenti, alcuni li mettono in pratica ma nessuno riesce a realizzare l'"illuminazione" tramite l’insegnamento formale della Legge: un'altra epoca di due periodi che durano due volte cinquecento anni.
  - età o periodo della lettura, della recitazione e dell'ascolto (読誦多聞堅固, pinyin: sòngduōwén jiāngù ; giapponese: dokuju tamon kengo)
  - età o periodo della costruzione di templi e stupà (多造塔寺堅固, pinyin: duōzào tǎsì jiāngù ; giapponese: tazō tōji kengo)
- Epoca della fine della Legge (di Shakyamuni) o era della fine del Dharma (末法, pinyin: mòfǎ; kanji: Mappō), un’ultima epoca che inizia con il periodo dell'età del conflitto (闘諍堅固, pinyin: zhēng jiāngù; giapponese: tōjō kengo): quando gli insegnamenti del Buddha Shakyamuni sono presenti, ma nessuno li mette in pratica e nessuno realizza l'"illuminazione".

Tre veleni sono responsabili: orgoglio, avidità e ignoranza. Quelli che guidano le persone.
Questa concezione del Dharma diffuso in modo diverso in tre epoche risale, nella Cina del VI secolo all'opera del patriarca  Tiāntái (天台宗), Huìsī (慧思, 515-577) il Nányuè Sī dà chánshī lìshì yuànwén (南嶽思大禪師立誓願文, "Voto di [Hui]Sī grande maestro di dhyāna di Nányuè", al T.D. 1933) composta nel 558. 
Pressoché contemporaneamente giunsero in Cina due opere indiane, il Mahāsaṃnipātasūtra  tradotto, per quanto attiene alla sezione pertinente i Tre epoche del Dharma, da Narendrayaśas, a cui probabilmente l'opera di Huìsī faceva riferimento, cfr. nota più sotto. 
Queste due opere affermano l'idea di tre epoche e cinque periodi per il Dharma buddista citando le molte cause del progressivo declino del Buddismo tra cui indicavano: la violazione dei precetti, le discussioni sul ruolo delle monache, la rivalità tra le scuole, il dare importanza più alle parole che agli insegnamenti in esse contenuti, la corruzione nei monasteri e le devastazioni provocate nei monasteri del Gandhāra da parte delle invasioni degli Unni bianchi nel corso del VI secolo. 
I monaci profughi indiani erano sinceramente convinti della fine del Dharma buddista di Gautama Buddha. Già prima del VI secolo erano comparsi sutra indiani che affermavano un progressivo declino del Dharma buddista (vi sono dei riferimenti in merito anche negli Āgama-Nikāya) ma nessuno era impregnato del pessimismo dei sutra a cui si riferì Huìsī. 
Il fatto che quasi contemporaneamente in Cina si scatenò una dura persecuzione anti-buddista da parte della dinastia degli Zhou Settentrionali (574-77) sembrò confermare l'esistenza del periodo di mòfǎ. 
Ciò provocò la diffusione di due scuole buddiste che fecero della dottrina del mòfǎ uno dei temi cruciali del proprio insegnamento: la scuola Sānjiē (三階教, Sānjiē jiào) fondata da  Xìnxíng (信行, 540-593) e la scuola Jìngtǔ (淨土宗, Jìngtǔ zōng, fondata con il monaco Tánluán). 
In Cina si diffusero presto anche quattro cronologie sull'interpretazione dei «tre epoche e cinque periodi del Dharma» le quali partivano tutte dalla data del 949 a.C., considerata la data (errata) della morte del Buddha Śākyamuni secondo le credenze cinesi. La prevalente tra queste cronologie voleva che il periodo di mòfǎ durasse diecimila anni dopo cinquecento anni di vero Dharma e mille anni di "Dharma contraffatto", quindi la data di inizio del mofa, secondo questa cronologia, è il 549 d.C. 
Da notare che in Giappone si diffuse invece la credenza secondo la quale anche se il mappō doveva durare diecimila anni, l'era del vero Dharma durava mille anni esattamente quanto quella del "Dharma contraffatto", così che l'era mappō si avviava a partire dal 1049. 
Dagli scritti di Nichiren, l’espressione kosen rufu appare nella traduzione cinese del ventitreesimo capitolo del Sutra del Loto, dal titolo "Precedenti vicende del bodhisattva Re della medicina": «Dopo la mia estinzione, nell’ultimo periodo di cinquecento anni, dovrai diffonderlo in tutto Jambudvipa e non permettere mai che la sua diffusione sia interrotta».
Una seconda differenza tra Cina e Giappone sul concetto del mòfǎ-mappō è che mentre le scuole buddiste cinesi consideravano tale credenza senza attribuirgli un ruolo preminente ai fini dell'insegnamento e della pratica, in Giappone tale concezione finì per avere un sapore "millenaristico" che coinvolse insegnamenti e pratiche diffusi pressoché in tutte le scuole, con particolare riguardo alle scuole Tendai, del buddismo Nichiren, del buddismo della Terra Pura e del buddismo Zen.